# Cassandra's Dream
Cassandra's Dream er en fransk-britisk-amerikansk thrillerkrimi- og dramafilm fra 2007, der er instrueret og skrevet af Woody Allen. Filmen havde dansk premiere i 2008.

## Rolleliste
- Colin Farrell – Terry
- Ewan McGregor – Ian
- John Benfield – Father
- Clare Higgins – Mother
- Ashley Madekwe – Lucy
- Andrew Howard – Jerry
- Hayley Atwell – Angela Stark
- Sally Hawkins – Kate
- Keith Smee – Terry’s Track Mate
- Stephen Noonan – Mel
- Dan Carter – Fred
- Richard Lintern – Direktør
- Jennifer Higham – Helen
- Lee Whitlock – Mike
- Michael Harm – Ejendomsmægler
- Hugh Rathbone, Allan Ramsey, Paul Marc Davis, Terry Budin-Jones, Franck Viano, Tommy Mack – Pokerspillere
- Milo Bodrozic – Milo Bodrozic
- Emily Gilchrist – Emily Gilchrist
- Tom Wilkinson – Howard
- Phil Davis – Martin Burns
- George Richmond – Sigselv
- Phyllis Roberts – Burns’ Mother
- Tamzin Outhwaite – Burns’ Date